# Carinatala
Carinatala is een geslacht van wantsen uit de familie van de Schizopteridae. Het geslacht werd voor het eerst wetenschappelijk beschreven door Hill in 2015.

## Soorten
Het genus bevat de volgende soorten:

- Carinatala meridiana Hill, 2015
- Carinatala septentrionalis Hill, 2015